# Associazione Sportiva Forlì 1931-1932
Questa voce raccoglie le informazioni riguardanti l'Associazione Sportiva Forlì nelle competizioni ufficiali della stagione 1931-1932.

## Rosa
| N. |                   | Ruolo | Calciatore        |
| -- | ----------------- | ----- | ----------------- |
|    | Italia (bandiera) | A     | Nino Cogolli      |
|    | Italia (bandiera) | C     | Italo Fabbri      |
|    | Italia (bandiera) | A     | Nino Cogolli      |
|    | Italia (bandiera) | C     | Allegro Facchini  |
|    | Italia (bandiera) | D     | Tonino Gramellini |
|    | Italia (bandiera) | A     | Macrelli          |
|    | Italia (bandiera) | D     | Romolo Marinari   |
|    | Italia (bandiera) | C     | Giuseppe Mazzoli  |
|    | Italia (bandiera) | C     | Paolo Paganini    |

| N. |                   | Ruolo | Calciatore         |
| -- | ----------------- | ----- | ------------------ |
|    | Italia (bandiera) | D     | Arnaldo Pantani    |
|    | Italia (bandiera) | P     | Paride Pedretti    |
|    | Italia (bandiera) | A     | Arrigo Podetti     |
|    | Italia (bandiera) | D     | Quadrelli          |
|    | Italia (bandiera) | A     | Furio Romualdi     |
|    | Italia (bandiera) | P     | Nettuno Romualdi   |
|    | Italia (bandiera) | A     | Alfredo Rustignoli |
|    | Italia (bandiera) | A     | Alfredo Simoni     |
|    | Italia (bandiera) | D     | Stelio Varoli      |